# Lexar

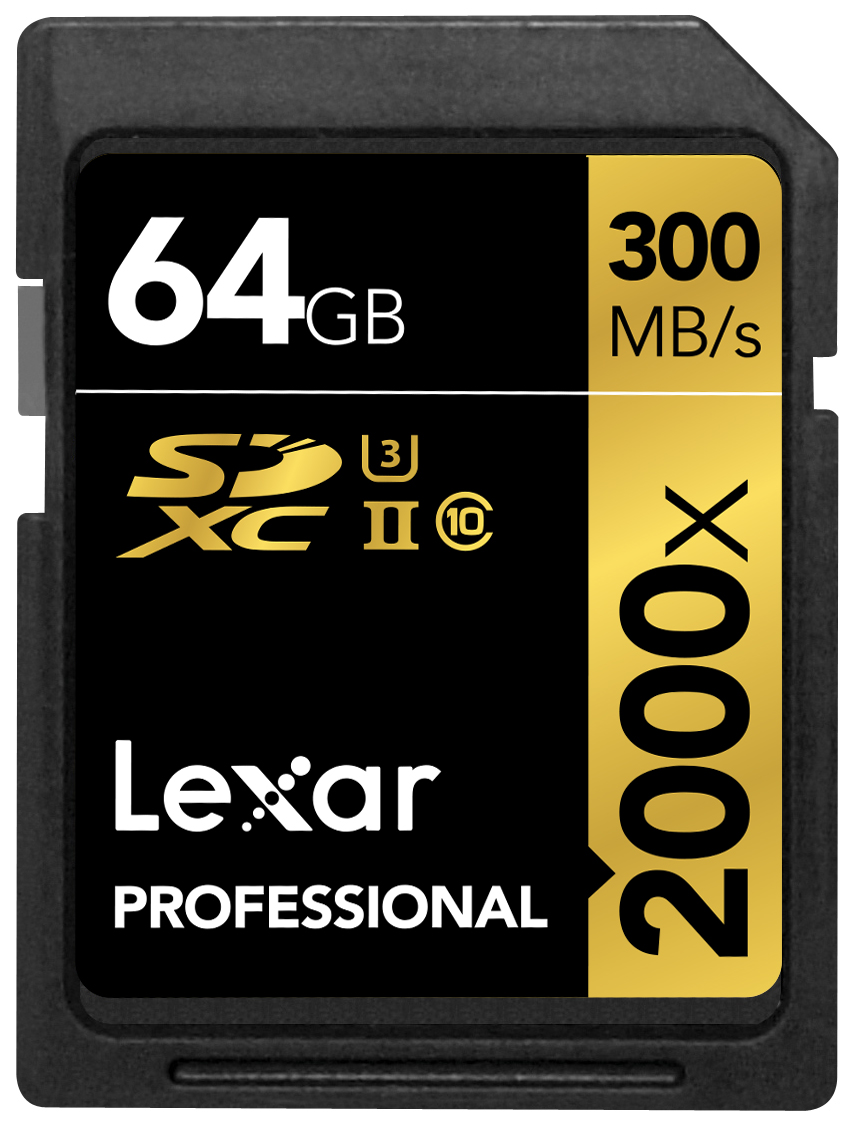
Una tarjeta SD Lexar® Profesional 2000x 64GB SDXC™ UHS-II

Lexar es una marca de productos de memoria flash fabricados por la compañía china Longsys.
Lexar fue fundada como un fabricante estadounidense de productos de medios de comunicación digitales localizado en San José, California. Los productos fabricados por Lexar incluyen tarjetas SD, tarjetas CompactFlash ,Memoria USB, lectores de tarjeta y unidades de estado sólido.  Como una división de Cirrus Logic, Lexar aprovechó la experiencia de su empresa matriz en la construcción de controladores ATA en desarrollo de sus propios controladores flash. Lexar se separó de Cirrus Logic en 1996. Lexar fue creado por Petro Estakhri y Mike Assar.
En 2005, Lexar recibió $ 380 millones en una demanda contra Toshiba quien copió la tecnología de memoria flash de Lexar. Lexar fue adquirida por Micron Technology en 2006, y posteriormente se fusionó con Crucial Technology bajo el nombre de Lexar Media, una filial de Micron. En septiembre de 2007,Lexar extendió su acuerdo con Eastman Kodak Company para desarrollar y comercializar productos de memoria flash bajo la marca de Kodak en todo el mundo.
La marca Lexar JumpDrive era a menudo se usaba como sinónimo del término memoria USB cuando la tecnología fue adoptada por primera vez.
El 26 de junio de 2017, Micron (el entonces dueño de la marca) anunció que iba a suspender el negocio minorista de almacenamiento de medios extraíbles de Lexar y poner a la venta parte o la totalidad del negocio.
El 31 de agosto de 2017, los derechos de marca y marca registrada de Lexar fueron adquiridos por Longsys, una empresa de memoria flash con sede en Shenzhen, China.
En 2018, Lexar volvió a entrar en el mercado de almacenamiento flash.
En enero de 2019, la compañía presentó la primera tarjeta SD con una capacidad de almacenamiento de 1 terabyte (TB).
En diciembre de 2019, Lexar demostró un prototipo de SSD PCIe 4.0 7.5GB/sec que se establece como la SSD más rápida del mundo para el mercado de consumidor final.